# Opisthopsis haddoni
Opisthopsis haddoni es una especie de hormiga del género Opisthopsis, tribu, Camponotini, orden Hymenoptera. Fue descrita por Emery en 1893.

## Distribución
Se distribuye por Australia.

## Hábitat
Habita en termiteros, bosques esclerófilos, bosques abiertos de eucaliptos y en selvas tropicales. Se ha encontrado a elevaciones de 20-450 metros.